# Altes Bethlehem
Altes Bethlehem ist ein Quartier der Stadt Bern. Es gehört zu den 2011 bernweit festgelegten 114 gebräuchlichen Quartieren und liegt im Stadtteil VI Bümpliz-Oberbottigen, dort im statistischen Bezirk Bethlehem. Es grenzt an die Bethlehemer Quartiere Blumenfeld, Bethlehemacker und Untermatt. Im Norden und Osten grenzt es an den Grossen Bremgartenwald.
Im Jahr 2022 betrug die Wohnbevölkerung 954 Personen, davon 575 Schweizer und 379 Ausländer.

## Struktur
Die Wohnbebauung besteht vor allem aus älteren Ein- und Zweifamilienhäusern. Im Quartier haben einige Unternehmen ihren Sitz, so der Grosshandel für Lebensmittel Prodega Bern, Firmensitze des Bauunternehmens Frutiger für Hochbau und Bodenbelagstechnik und von Elektro-Burkhalter für Elektrotechnik-Dienstleistungen sowie ein Transportunternehmen und eine Druckerei.

## Verkehr
Die Strassenbahnlinie 8 und die Postautolinie 101 verbinden das Alte Bethlehem mit dem Zentrum. Der Bus 27 verkehrt tangential zwischen Niederwangen-Bahnhof und Weyermannshaus-Bad. Die Autobahn A1 ist über die Ausfahrt Bern-Bethlehem schnell erreichbar.